# Smitjanta
Smitjanta (lat. Smithiantha), biljni rod iz porodice gesnerijevki sa 6 vrsta trajnica rasprostranjenih od Meksika do Gvatemale. Rastu šumskim staništima u planinama, a sezonski je u mirovanju.  Dio je podtribusa Gloxiniinae.

## Etimologija
Rod je nazvan u čast Matilde Smith (1854. – 1928.), umjetnice i slikarice biljaka, koja je radila izvrsne crteže za Botanical Magazine od 1878. do svoje smrti.

## Opis roda
Smithiantha je rod kopnenih višegodišnjih biljaka s relativno velikim i zdepastim ljuskavim rizomima. Stabljike su uspravne s lišćem koje je često dlakavo i privlačno obojeno ili upadljivo. Cvjetovi su često veliki i upadljivi u bojama koje se kreću od crvene do narančaste, a ponekad i žute, s raznim tamnijim oznakama.. Broj kromosoma: 2n = 24.

## Vrste
1. Smithiantha aurantiaca Wiehler
2. Smithiantha canarina Wiehler
3. Smithiantha cinnabarina (Linden) Kuntze
4. Smithiantha laui Wiehler
5. Smithiantha multiflora (M. Martens & Galeotti) Fritsch
6. Smithiantha zebrina (Paxton) Kuntze